# دوري قرغيزستان لكرة القدم 2004
دوري قيرغيزستان لكرة القدم 2004 هو الموسم 13 من دوري قيرغيزستان لكرة القدم. كان عدد الأندية المشاركة فيه 10، وفاز فيه نادي دوردوي بيشكك.